# گوویندا گوویندا
گوویندا گوویندا 
(به تلوگویی: Govinda Govinda) فیلمی محصول سال ۱۹۹۳ و به کارگردانی رام گوپال وارما است. در این فیلم بازیگرانی همچون آکینی ناگرجونا، سری دوی، پارش راوال ایفای نقش کرده‌اند.